# Franco Carboni
Franco Ezequiel Carboni (Ciudad Autónoma de Buenos Aires, 16 de octubre de 2003) es un futbolista argentino que juega como defensor en el Empoli F. C. de la Serie B.

## Trayectoria
Empezó a jugar al futbol en el Club Atlético Lanús, donde estuvo desde su infancia. Luego de que su padre Ezequiel Carboni dejara de ser director técnico de la primera división de Lanús en el año 2018, se marchó a Italia con toda su familia. Llega al fútbol base del Inter de Milán en 2020 procedente del Catania. En la temporada 2021/22, iría convocado con el primer equipo a varios encuentros de liga y Liga de Campeones. En la temporada 2022/2023 fue a préstamo al Cagliari que se encontraba en la Serie B, en donde jugó un total de 14 partidos. Posteriormente fue cedido al A.C. Monza. En enero de la temporada 2024 ya iniciada, vuelve de su préstamo y el Inter lo cede al Ternara de la Serie C. En julio de 2024, se va cedido al equipo River Plate de Argentina donde jugaría un único partido amistoso, contra el equipo Millonarios de Colombia, que finalizó 1 a 1 y el jugador recibió una amarilla. A las pocas semanas, River Plate, tras la llegada del entrenador Marcelo Gallardo, prescinde del jugador y el Inter lo vuelve a ceder, esta vez al Venezia F.C. de la Serie A de Italia.

## Selección nacional

#### Italia
Fue internacional con la Selección de Italia Sub-17 en el año 2021.

#### Argentina
Fue incluido por Lionel Scaloni en la convocatoria de la selección de fútbol de Argentina para los partidos de marzo de las Eliminatorias para la Copa Mundial de Fútbol de 2022 contra Venezuela y Ecuador.

## Vida personal
Es hijo del exfutbolista Ezequiel Carboni y hermano del futbolista Valentín Carboni.

## Estadísticas

### Clubes
Actualizado al último partido disputado el 14 de septiembre de 2024.
| Club                        | Div.          | Temporada     | Liga  | Liga  | Liga   | Copas nacionales | Copas nacionales | Copas nacionales | Copas internacionales | Copas internacionales | Copas internacionales | Total | Total | Total  |
| Club                        | Div.          | Temporada     | Part. | Goles | Asist. | Part.            | Goles            | Asist.           | Part.                 | Goles                 | Asist.                | Part. | Goles | Asist. |
| --------------------------- | ------------- | ------------- | ----- | ----- | ------ | ---------------- | ---------------- | ---------------- | --------------------- | --------------------- | --------------------- | ----- | ----- | ------ |
| Cagliari Calcio · Italia    | 2.ª           | 2022-33       | 13    | 0     | 0      | 1                | 0                | 0                | —                     | —                     | —                     | 14    | 0     | 0      |
| Cagliari Calcio · Italia    | Total club    | Total club    | 13    | 0     | 0      | 1                | 0                | 0                | 0                     | 0                     | 0                     | 14    | 0     | 0      |
| A. C. Monza · Italia        | 1.ª           | 2022-23       | 3     | 0     | 0      | —                | —                | —                | —                     | —                     | —                     | 3     | 0     | 0      |
| A. C. Monza · Italia        | 1.ª           | 2023-24       | —     | —     | —      | 1                | 0                | 0                | —                     | —                     | —                     | 1     | 0     | 0      |
| A. C. Monza · Italia        | Total club    | Total club    | 3     | 0     | 0      | 1                | 0                | 0                | 0                     | 0                     | 0                     | 4     | 0     | 0      |
| Ternana Calcio · Italia     | 2.ª           | 2023-24       | 21    | 1     | 0      | —                | —                | —                | —                     | —                     | —                     | 21    | 1     | 0      |
| Ternana Calcio · Italia     | Total club    | Total club    | 21    | 1     | 0      | 0                | 0                | 0                | 0                     | 0                     | 0                     | 21    | 1     | 0      |
| C. A. River Plate Argentina | 1.ª           | 2024          | 0     | 0     | 0      | —                | —                | —                | —                     | —                     | —                     | 0     | 0     | 0      |
| C. A. River Plate Argentina | Total club    | Total club    | 0     | 0     | 0      | 0                | 0                | 0                | 0                     | 0                     | 0                     | 0     | 0     | 0      |
| Venezia F. C. · Italia      | 1.ª           | 2024-25       | 1     | 0     | 0      | 0                | 0                | 0                | —                     | —                     | —                     | 1     | 0     | 0      |
| Venezia F. C. · Italia      | Total club    | Total club    | 1     | 0     | 0      | 0                | 0                | 0                | 0                     | 0                     | 0                     | 1     | 0     | 0      |
| Total carrera               | Total carrera | Total carrera | 38    | 1     | 0      | 2                | 0                | 0                | 0                     | 0                     | 0                     | 40    | 1     | 0      |